# Грбови република Совјетског Савеза
Грбови конститутивних република Совјетског Савеза садржавали су основне симболе социјализма, попут српа и чекића (радници и сељаци), петокраке црвене звезде (комунизам) и излазећег сунца (нада у бољу будућност). Сваки грб садржавао је и државно гесло Совјетског Савеза „Пролетери свих земаља, уједините се!“. Остали прикази на грбовима били су мотиви карактеристични за поједину републику. Након распада Совјетског Савеза, неке републике усвојиле су грбове сличне онима које су користиле у совјетском периоду.

## Грбови савезних република
- Грб Азербејџанске ССР[1]
- Грб Белоруске ССР
- Грб Грузијске ССР
- Грб Естонске ССР[2]
- Грб Јерменске ССР
- Грб Казашке ССР[3]
- Грб Карело-Финске ССР (1940—1956)
- Грб Киргиске ССР
- Грб Летонске ССР
- Грб Литванске ССР[4]
- Грб Молдавске ССР
- Грб Руске СФСР
- Грб Таџичке ССР
- Грб Транскавкаске СФСР
- Грб Туркменске ССР
- Грб Узбечке ССР
- Грб Украјинске ССР